# Kloster Marienfloss

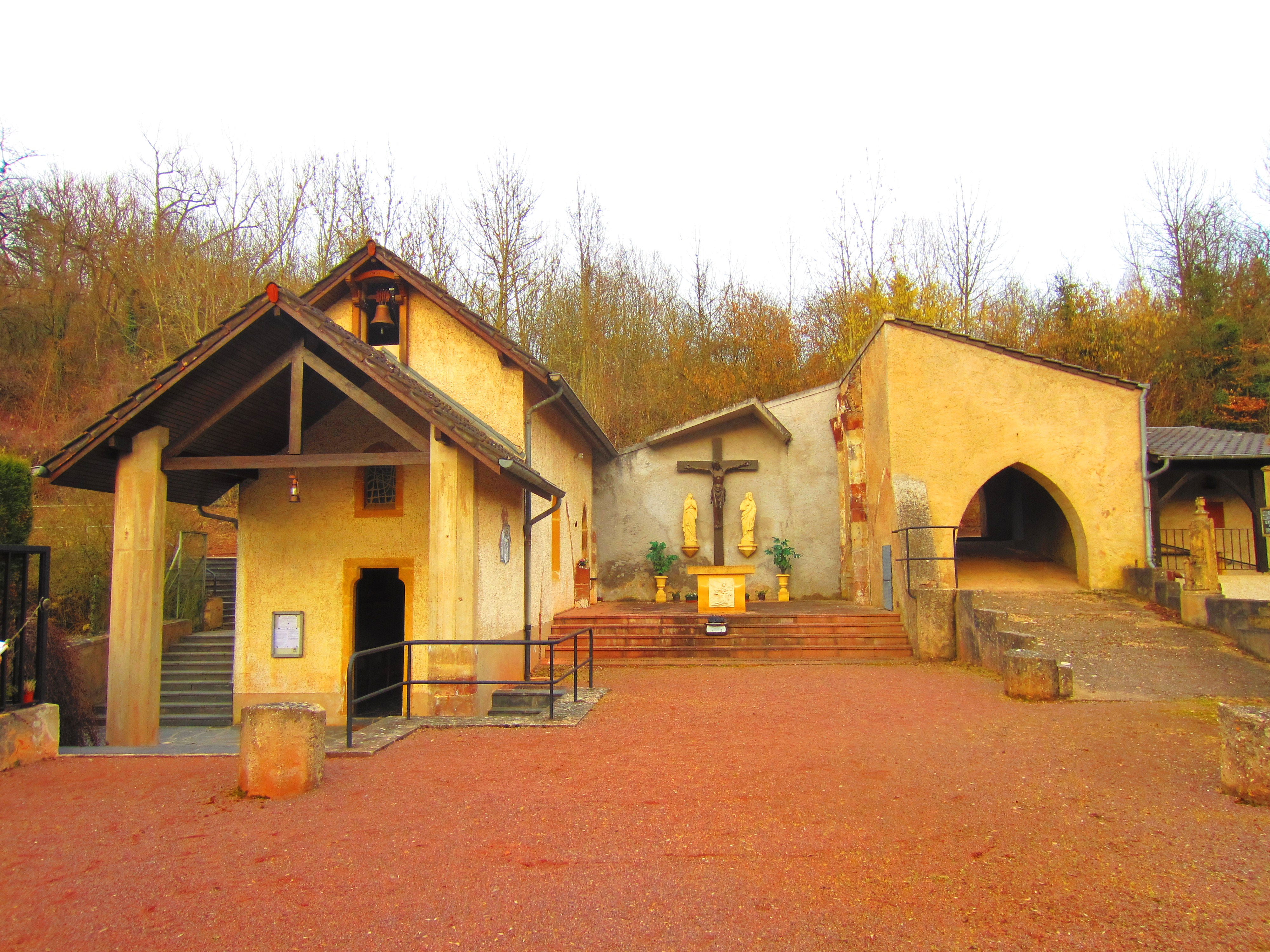
Kapelle Marienfloss

Das Kloster Marienfloss war von 1238 bis 1789 ein Kloster in Sierck-les-Bains, einer Gemeinde im Département Moselle in Frankreich. Im Verlauf seiner Geschichte war es zunächst ein Kloster der Zisterzienserinnen, ab 1415 der Kartäuser, ab 1432 der Chorherren und ab 1640 erneut der Kartäuser.

## Geschichte
Herzog Matthäus II. von Lothringen und seine Gemahlin Katharina von Limburg stifteten 1238 in Montenach, heute eine Nachbargemeinde von Sierck, das Zisterzienserinnenpriorat Marienfloss (lateinisch Rivulus Beatae Mariae, „Marienfluss“). Die Zisterzienserinnen wechselten 1414 in das Kloster Freistroff.
Auf Initiative von Margarete von der Pfalz ließen sich Kartäuser in Marienfloss nieder. Zur Gemeinschaft der Kartäuser gehörten zwei bedeutende spirituelle Köpfe, Adolf von Essen und sein Schüler Dominikus von Preußen, die als Schöpfer des Rosenkranzgebetes (und namentlich der Rosenkranzgeheimnisse) gelten. Die Kartäuser blieben nur bis zum Tod von Margarete († 1434), um dann das Kloster Rettel zu besiedeln.
Nach ihrem Auszug beherbergte das Kloster bis zu seiner Zerstörung 1640 eine Chorherrengemeinschaft, anschließend bis zur Zerstörung der Klosterkirche 1792 durch die Französische Revolution wieder Kartäuser aus Rettel. Überreste dienten von 1963 bis 1982 zur Wiedererrichtung (in der früheren Sakristei) einer Kapelle, die seither Ziel einer Wallfahrt ist. Die Straße „Rue de Marienfloss“ am „Ruisseau de Montenach“ erinnert an das einstige Kloster.